# Om-ceva-driehoek

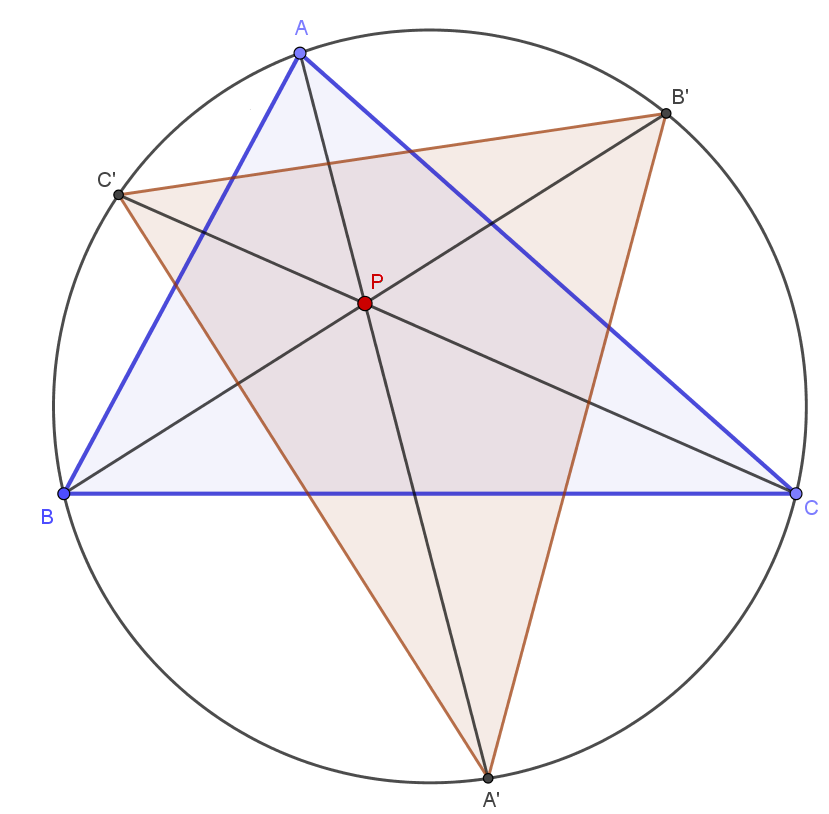
A'B'C' is de om-ceva-driehoek van P.

De om-ceva-driehoek is een begrip uit de driehoeksmeetkunde. Neem voor P een punt in het vlak van een gegeven driehoek ΔABC, dat geen hoekpunt van ΔABC is, dan is de om-ceva-driehoek ΔA'B'C' van ΔABC de driehoek, zodat A' op het verlengde van AP en op de omgeschreven cirkel van ΔABC ligt, B' op het verlengde van BP en op de omgeschreven cirkel en C' op het verlengde van CP ligt en op de omgeschreven cirkel.
De om-ceva-driehoek is symmetrisch, ΔABC is de om-ceva-driehoek van P in ΔA'B'C'.

## Eigenschappen
- De om-ceva-driehoek van P is gelijkvormig met de voetpuntsdriehoek van P.
- Laat O het middelpunt zijn van de omgeschreven cirkel. Het spiegelbeeld van ΔA'B'C' in OP is de om-ceva-driehoek van de inverse van P in de omgeschreven cirkel.

## Barycentrische coördinaten
Zijn (x:y:z) de barycentrische coördinaten van P, en a, b en c de lengtes van de zijden BC, CA en AB, dan zijn de barycentrische coördinaten van A', B' en C'
- {\displaystyle A':(\ -a^{2}yz\ :\ y(b^{2}z+c^{2}y)\ :\ z(b^{2}z+c^{2}y)\ )}
- {\displaystyle B':(\ x(a^{2}z+c^{2}x)\ :\ -b^{2}zx\ :\ z(a^{2}z+c^{2}x)\ )}
- {\displaystyle C':(\ x(a^{2}y+b^{2}x)\ :\ y(a^{2}y+b^{2}x)\ :\ -c^{2}yx\ )}

## Andere ceva-driehoeken
- ceva-driehoek
- anti-ceva-driehoek